# تينو إيدلمان
تينو إيدلمان (من مواليد 13 أبريل 1985) هو متزلج ألماني متقاعد من الشمال، وقد تنافس منذ عام 2001. وفاز بالميدالية البرونزية في حدث الفريق 4 × 5 كم في دورة الألعاب الأولمبية الشتوية 2010 في فانكوفر وست ميداليات فضية في بطولة العالم للتزلج على الجليد. حقق خمسة إنتصارات في كأس العالم، ثلاثة منهم على حدة واثنان في الفريق.